# Reedy River
For musicalen, se Reedy River (musical).
Reedy River (Reedy Floden på dansk) er en 105 km biflod af Saluda River i den nordvestlige del af South Carolina i USA. Flodens løb begynder i Greenville County i de Blue Ridge Mountains, omkring 16 km nordvest for Greenville. Den flyder mod syd gennem Greenville County til Laurens County, hvor den genforenes med Saluda River.

## Parker
Reedy River løber igennem byen Greenville, hvor der er en offentlig park, Falls Park on the Reedy. I denne park, er der en bro, over Reedy River, kendt som Liberty Bridge at Falls Park on the Reedy.
Reedy River også løber igennem Conestee, og Lake Conestee Nature Park, en offentlig naturpark.

## Forurening
Det er ikke tilladt for børn at svømme  i de fleste dele af floden, på grund af et stort vandforureningsproblem.
 Der er for få eller ingen kildehenvisninger i denne artikel, hvilket er et problem. Du kan hjælpe ved at angive troværdige kilder til de påstande, som fremføres i artiklen.

34°18′14″N 82°05′20″V / 34.304°N 82.089°V